# Günter Schweikardt
Günter Schweikardt (* 30. Oktober 1948) ist ein deutscher Handballspieler, -trainer und -manager.

## Karriere
Schweikardt war als Spieler für den TV Bittenfeld aktiv. 1971 wechselte er zu Frisch Auf Göppingen und wurde mit dem Verein 1972 Deutscher Meister.
1973 wechselte Schweikardt zurück nach Bittenfeld und übernahm als Spielertrainer die Leitung der Hallenhandball-Mannschaft. Ab den 1990er Jahren führte er den Verein als Trainer von der Landesliga über die Verbandsliga, die Württembergische Oberliga und die Oberliga Baden-Württemberg bis in die Regionalliga. 2006 gelang unter ihm der Aufstieg in die 2. Handball-Bundesliga Süd. Während der Saison 2007/08 übernahm der bisherige Co-Trainer Henning Fröschle das Amt des Cheftrainers von Schweikardt, der auf die Position des Sportlichen Leiters wechselte. Nachdem Fröschle bereits im Dezember 2008 wieder von seinem Amt zurücktrat und interimsweise durch Jens Baumbach ersetzt wurde, kehrte Schweikardt als Cheftrainer zurück und bildete nun mit Baumbach und Klaus Hüppchen das Trainerteam. Am Ende der Saison 2010/2011 qualifizierte er sich mit dem TV Bittenfeld für die neu gegründete eingleisige 2. Handball-Bundesliga. Im März 2013 trat Schweikardt als Trainer zurück. Er blieb dem Verein in seiner Funktion als Sportlicher Leiter und Verantwortlicher für den Bereich Sport in der Gesellschafterversammlung der TVB 1898 Handball GmbH & Co. KG erhalten.

## Privates
Günter Schweikardt ist der Vater von Jürgen Schweikardt, dem Geschäftsführer des TVB Stuttgart, sowie von Michael Schweikardt, der als Spieler und Trainer beim TVB Stuttgart tätig war. Günter Schweikardts Brüder Rolf Schweikardt und Eugen Schweikardt spielten ebenfalls beim TV Bittenfeld Handball und stiegen mit dem Verein 1960 in die württembergische Verbandsliga auf.